# Oyayubi Ike
Oyayubi Ike (japanisch 親指池 ‚Daumensee‘) ist ein kleiner See auf Oyayubi Island in der Lützow-Holm-Bucht an der Prinz-Harald-Küste des ostantarktischen Königin-Maud-Lands.
Japanische Wissenschaftler kartierten ihn anhand von zwischen 1957 und 1962 durchgeführten Vermessungen und in diesem Zeitraum angefertigten Luftaufnahmen. Sie benannten ihn 1972.